# Cardinal Health
Cardinal Health este o companie din industria sanitară care este listată pe New York Stock Exchange și a avut un profit de 2 miliarde $ în 2006.